# Hermann Kopp (Chemiker)

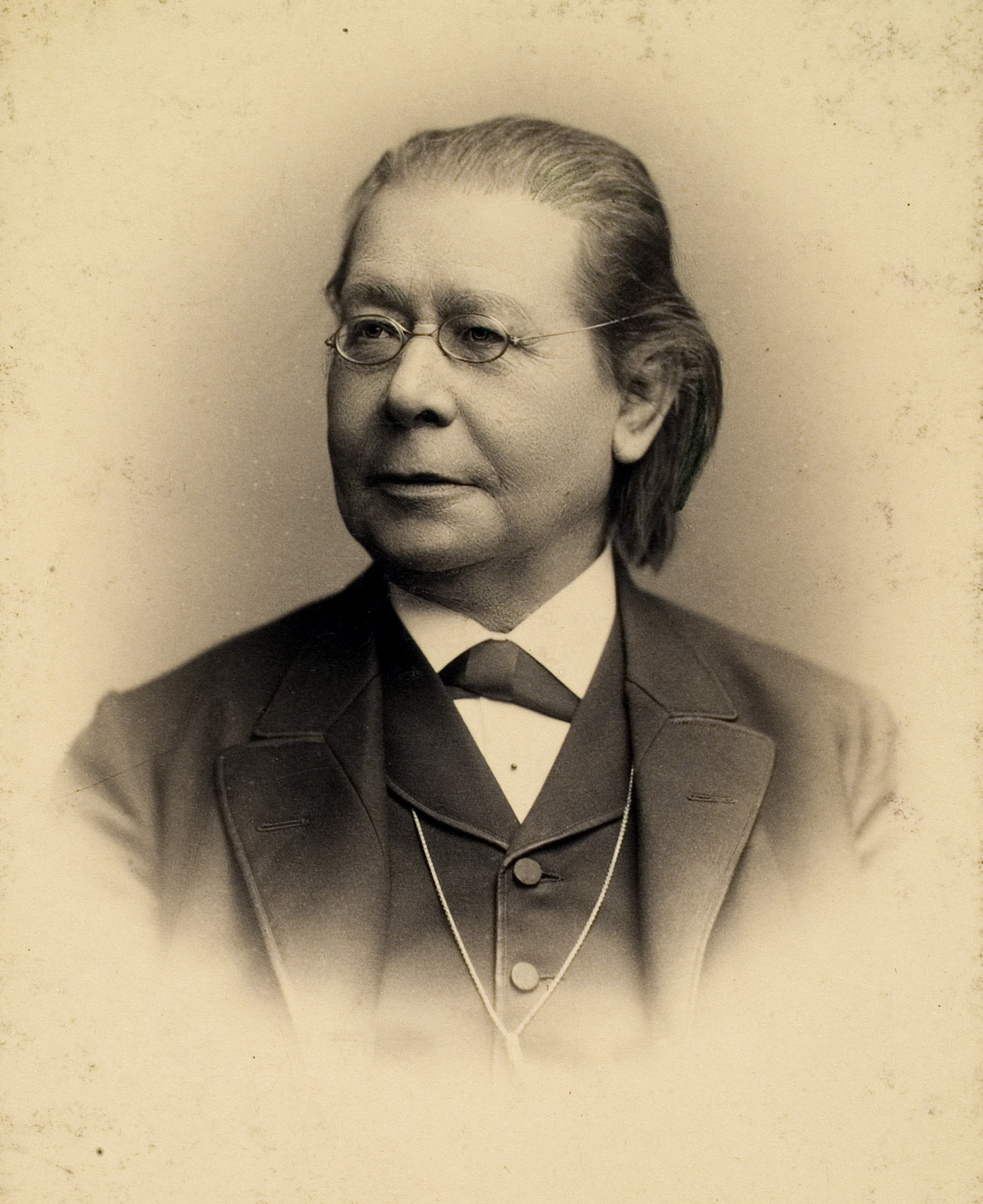
Hermann Kopp, vor 1889

Hermann Franz Moritz Kopp (* 30. Oktober 1817 in Hanau; † 20. Februar 1892 in Heidelberg) war deutscher Chemiker und gilt als einer der ersten Historiker der Chemie.

## Leben
Hermann Kopp wurde als Sohn des Leibarztes des hessischen Großherzogs, Johann Heinrich Kopp geboren. Ein Onkel von ihm war der spätere hessische Minister Karl Wilhelm von Kopp.
Kopp besuchte das Gymnasium seiner Geburtsstadt und hatte durch seinen Vater, der sich gelegentlich mit experimenteller Chemie und Mineralogie beschäftigte, wohl schon früh Berührungen mit Naturwissenschaften. Mit 18 Jahren ging er nach Heidelberg, wo er unter Gmelin Chemie und unter Munke Physik studierte. Danach wechselte er nach Marburg und wurde dort 1838 mit einer Dissertation über De oxydorum densitatis calculo reperiendae modo promoviert. 1839 trat er in Liebigs Laboratorium in Gießen ein und habilitierte sich dort 1841. Nach zweijähriger Tätigkeit als Privatdozent wurde er dort 1843 zum Professor für Physik und Chemie ernannt. 1864 folgte er einem Ruf an die Universität Heidelberg, wo er sich besonders in der Erforschung der Beziehungen zwischen den physikalischen Eigenschaften und der Zusammensetzung chemischer Verbindungen sowie in der Geschichte der Chemie auszeichnete. Er blieb trotz mehrerer Rufe aus Berlin und Leipzig bis zu seinem Tod 1892 in Heidelberg. Am 10. Dezember 1861 (Matrikel-Nr. 1962) wurde er mit dem Beinamen Doebereiner zum Mitglied der Leopoldina gewählt. Ab 1855 war er Mitglied der Göttinger Akademie der Wissenschaften, ab 1867 Mitglied der Preußischen Akademie der Wissenschaften und ab 1888 auswärtiges Mitglied der Royal Society.

## Schaffen
Unter Liebigs Leitung studierte er in Gießen die Zersetzung von Thiolen durch Salpetersäure, was seine einzige rein chemische Publikation bleiben sollte.

Die Entwickelung der Chemie in der neueren Zeit, München 1871–1873

Als sein Hauptwerk gilt die Geschichte der Chemie, zu der er später als Nachtrag die Beiträge zur Geschichte der Chemie veröffentlichte. Die Geschichte der Chemie erschien in vier Bänden in den Jahren 1843–1847. Kopp publizierte den ersten Band bereits zwei Jahre nach seiner Habilitation im Alter von 26 Jahren. Der immense Arbeitsaufwand, welcher zur Sichtung und Zusammenstellung der Quellen notwendig war, lässt darauf schließen, dass Kopp seine Arbeit bereits zu seiner Studentenzeit aufgenommen hatte. Mit Liebig gab er ab 1847 und mit Heinrich Will 1857 bis 1862 den Jahresbericht über die Fortschritte der Chemie, Physik, Mineralogie und Geologie heraus und edierte mit Liebig und Friedrich Wöhler die Annalen der Chemie und Pharmacie 1851 (Band 77) bis zu seinem Tod 1892.
1880 wurde er für ein Jahr zum Vorstand der Deutschen Chemischen Gesellschaft zu Berlin gewählt.
Außerdem veröffentlichte er zahlreiche Arbeiten über theoretische Chemie und leistete in vielen Bereichen der damals noch jungen physikalischen Chemie Grundlagenforschung. Viele seiner Arbeiten beschäftigten sich mit dem spezifischen Volumen, einem Thema, zu welchem Kopp bereits im Alter von 22 Jahren publizierte. Ein weiteres Forschungsgebiet war der Zusammenhang zwischen Siedepunkten und der Zusammensetzung (meist organischer) Verbindungen; so besagt z. B. die nach ihm benannte Kopp-Siedepunktsregel, dass der Siedepunkt von unverzweigten Alkanen mit jeder eingebauten Methylengruppe um ca. 18 °C steigt.
Darüber hinaus beschäftigte er sich mit Zusammenhängen zwischen Molekülmassen, relativen Dichten und spezifischen Wärmekapazitäten sowie der Relation zwischen kristalliner Form und chemischer Beschaffenheit zum spezifischen Volumen chemischer Verbindungen. Kopp publizierte auch auf diesem Gebiet, so z. B. mit Heinrich Buff das Lehrbuch der physikalischen und theoretischen Chemie im Jahr 1857.

## Schriften
- Geschichte der Chemie, 4 Bände, Braunschweig 1843–1847; Neudruck Hildesheim 1966. Band 1, Band 2, Band 3, Band 4
- Einleitung in die Krystallographie und in die krystallographische Kenntniß der wichtigeren Substanzen. Braunschweig 1849 (mit Atlas); 2. Aufl. 1862 Textband Archive, Tafelband Archive
- Beiträge zur Geschichte der Chemie. 3 Teile, Braunschweig 1869–1875 Teil 1Teil 3
- Die Entwickelung der Chemie in der neueren Zeit. 2 Tle., München 1871–1873
- Aurea catena Homeri. Friedrich Vieweg und Sohn, Braunschweig 1880 Archive
- Die Alchemie in älterer und neuerer Zeit. Ein Beitrag zur Culturgeschichte. 2 Bände, C. Winter, Heidelberg 1886; Neudruck 1971
- mit Heinrich Buff und Friedrich Zamminer: Lehrbuch der physikalischen und theoretischen Chemie. Braunschweig 1857, 2. Aufl. 1863
- Einiges über Witterungsangaben. Braunschweig 1879 Digitalisat